# Mokre (obwód żytomierski)
Mokre (ukr. Мокре) – wieś na Ukrainie, w obwodzie żytomierskim, w rejonie zwiahelskim, w hromadzie Dubriwka. W 2001 liczyła 466 mieszkańców.